# Приключенията на Лукчо (1961)
„Приключенията на Лукчо“ (рус. Чиполлино) е съветски пълнометражен анимационен филм, създаден през 1961 г. от режисьора аниматор Борис Дьожкин въз основа на приказката „Приключенията на Лукчо“ (1951) на италианския писател Джани Родари.

## Сюжет
Бащата на Лукчо – старият Лукан – е затворен, защото случайно е настъпил крака на принц Лимон. Лукчо обещава да освободи баща си от затвора, за което напуска дома си и пътува из страната, управлявана от принц Лимон и графини Череши. Той влиза в конфликт със синьор Домат – управителя на графините, и намира нови приятели, с помощта на които в крайна сметка побеждава синьор Домат, принца и графините.

## В ролите
- Маргарита Куприянова – Лукчо
- Сергей Мартинсън – принц Лимон / войници Лимончета
- Владимир Лепко – един от Лимончетата
- Алексей Полевой – кръстник Тиква
- Григорий Шпигел – синьор Домат / Първи уличен клюкар
- Вера Орлова – Репичка
- Маргарита Корабелникова – граф Черешко
- Елена Понсова – графиня Чери
- Георгий Миляр – г-н Морков / Чичо Боровинка / Втори уличен клюкар
- Ераст Гарин – чичо Гроздан
- Георгий Вицин – Кактус
- Юрий Хржановски – кучето Прахосмукачка

## Създатели
- Сценарист – Мстислав Пашченко
- Режисьор – Борис Дьожкин
- Сценограф – Перч Саркисян
- Художник – Константин Карпов
- Композитор – Карен Хачатурян
- Оператор – Елена Петрова
- Звукорежисьор – Борис Филчиков
- Редактор – Раиса Фричинская
- Асистенти на режисьора – Лидия Ковалевская, Нина Майорова, Светлана Кошчеева
- Декоратор – Вера Валерианова
- Текст на песните – Вадим Коростильов
- Директор на филма – Фьодор Иванов